# Schneidjoch
Schneidjoch är ett berg i Österrike.   Det ligger i distriktet Kufstein och förbundslandet Tyrolen, i den västra delen av landet, 400 km väster om huvudstaden Wien. Toppen på Schneidjoch är 1 588 meter över havet.
Terrängen runt Schneidjoch är kuperad norrut, men söderut är den bergig. Närmaste större samhälle är Kramsach, 15,4 km sydost om Schneidjoch. 
I omgivningarna runt Schneidjoch växer i huvudsak blandskog. Runt Schneidjoch är det ganska tätbefolkat, med 100 invånare per kvadratkilometer.